# Mia Sinclair Jenness
Mia Sinclair Jenness (Millburn, 14 dicembre 2005) è un'attrice statunitense, conosciuta principalmente per i suoi lavori in musical e produzioni Off-Broadway, nonché per le numerose performance vocali in serie d'animazione.

## Biografia
Nata a Millburn, New Jersey, dall'attrice Emily Bauer e dal musicista Sean Jenness; ha un fratello maggiore, Brady, ed è cresciuta nel quartiere di Hell's Kitchen, Manhattan, in una famiglia di fede ebraica. La sua carriera è iniziata nel 2012, all'età di sei anni, quando ha partecipato alla commedia And a Child Shall Lead, incentrata sul campo di concentramento di Terezin.
È successivamente divenuta una delle tre ragazze che interpretano a rotazione la protagonista di Matilda the Musical nonché l'interprete della controparte dodicenne della protagonista nel musical Off-Broadway Mary Page Marlowe. Tra il 2014 e il 2015 ha inoltre fatto parte del cast d'ensamble de Les Misérables.
Nel 2018, ha doppiato la protagonista della serie televisiva animata di Disney Junior Fancy Nancy Clancy e ha ottenuto un ruolo nell'adattamento del libro di Lauren Oliver Panic. Nel 2021 ha inoltre doppiato Powder, la versione giovane di Jinx, nella serie animata di Netflix Arcane, ottenendo il plauso di diversi critici.

## Filmografia

### Attrice

#### Cinema
- Rompicapo a New York (Casse-tête chinois), regia di Cédric Klapisch (2013)
- Broadway Kids Against Bullying: I Have a Voice, regia di Jason Milstein - cortometraggio (2016)
- Gifted - Il dono del talento (Gifted), regia di Marc Webb (2017)
- Skyward, regia di Jonathan Judge - cortometraggio (2017)
- 10 cose da fare prima di lasciarsi (10 Things We Should Do Before We Break Up), regia di Galt Niederhoffer (2020)
- La misura della felicità (The Storied Life of A.J. Fikry), regia di Hans Canosa (2022)

#### Televisione
- Orange Is the New Black - serie TV, episodio 5x02 (2017)
- Blue Bloods - serie TV, episodio 8x19 (2018)
- A casa di Raven (Raven's Home) - serie TV, 2 episodi (2018)
- Better Things - serie TV, episodio 3x10 (2019)

### Doppiatrice
- Una lettera per Momo (ももへの手紙, Momo e no tegami) - film d'animazione (2011)
- Hotel Transylvania 2 - film d'animazione (2015)
- Sotto l'ombra (Under the Shadow) - film, regia di Babak Anvari (2016)
- Benvenuti al Wayne (Welcome to the Wayne) - serie TV, episodio 1x03 (2017)
- Sesamo apriti (Sesame Street) - serie TV, episodio 47x06 (2017)
- Fancy Nancy Clancy (Fancy Nancy) - serie TV, 63 episodi (2018-presente)
- Home Shopped Holiday - film d'animazione (2020)
- Arcane - serie TV, 7 episodi (2021-2024)
- Il mese degli dei (神在月のこども, Kamiarizuki no Kodomo) - film d'animazione (2021)